# Ruben Kluivert
Ruben Kluivert (Amsterdam, 21 mei 2001) is een Nederlands-Surinaams voetballer die anno 2025 als centrale verdediger voor Olympique Lyon speelt, nadat hij de overstap maakte van het Portugese Casa Pia AC. Hij is de zoon van Patrick Kluivert, de jongere broer van Justin Kluivert en Quincy Kluivert en de halfbroer van Shane Kluivert.

## Clubcarrière

### FC Utrecht
Kluivert speelde tot 2018 in de jeugd van AFC, waarna hij naar de jeugdopleiding van FC Utrecht vertrok. Hier tekende hij in december 2019 een profcontract tot medio 2022 met een optie voor een extra jaar. In maart 2022 werd dit contract vernieuwd en verlengd tot de zomer van 2024, wederom inclusief een optie voor een extra jaar.
Kluivert debuteerde op 24 januari 2020 via Jong FC Utrecht in het betaald voetbal, dit nadat hij twee weken eerder voor het eerst bij de wedstrijdselectie van de Utrechtse beloftenploeg zat. Bij zijn debuut startte hij in de basis tegen SC Cambuur. De wedstrijd werd uiteindelijk met 3–1 verloren. Op 1 mei 2021 zat Kluivert voor het eerst bij de selectie van het eerste elftal van FC Utrecht. Zijn debuut in de hoofdmacht van de Utrechtse voetbalclub volgde op 11 mei 2022. In de 2–2 thuiswedstrijd tegen AZ verving hij in minuut 90+14 ploeggenoot Willem Janssen, wie overigens in die wedstrijd afscheid nam als profvoetballer.
Bij de aanvang van het seizoen 2022/23 zat Kluivert definitief bij de selectie van het eerste elftal. Op 20 augustus 2022 stond Kluivert voor het eerst in de basis. In de uitwedstrijd tegen FC Emmen (3–2 verlies) speelde hij de volledige wedstrijd. Kluivert groeide daarbij niet uit tot een vaste basisspeler. Gedurende de voorbereiding op het seizoen 2023/24 kreeg Kluivert samen met Fabian de Keijzer, Djevencio van der Kust en Christopher Mamengi geen rugnummer meer toegewezen. Iets wat zou duiden op een vertrek uit Utrecht.

### FC Dordrecht
Door het geringe perspectief vertrok Kluivert op 1 september 2023 naar FC Dordrecht, waar hij een contract ondertekende tot medio 2025. De club gaf aan Kluivert als meerwaarde te zien door onder meer zijn kopkracht. In de eerst mogelijke wedstrijd maakte hij op 15 september 2023 tegen zijn oude ploeggenoten van Jong FC Utrecht (3–3 gelijkspel) zijn debuut. Eind september 2023 raakte Kluivert geblesseerd. Zijn terugkeer volgde medio januari 2024. Na zijn terugkeer ontwikkelde Kluivert zich in zijn eerste seizoen in Dordrecht tot een vaste waarde. Met een reeks van veertien ongeslagen wedstrijden op rij startte Kluivert met FC Dordrecht in mei 2024 aan de play-offs om promotie naar de Eredivisie. In de eerste ronde tegen FC Emmen werd de club uit Dordrecht, na een 2–2 gelijkspel in de eerste wedstrijd, door een late treffer in de tweede wedstrijd echter uitgeschakeld.

## Clubstatistieken

### Beloften
| Seizoen                   | Club            | Competitie     | Competitie | Competitie | Overig | Overig | Totaal | Totaal |
| Seizoen                   | Club            | Competitie     | Wed.       | Dlp.       | Wed.   | Dlp.   | Wed.   | Dlp.   |
| ------------------------- | --------------- | -------------- | ---------- | ---------- | ------ | ------ | ------ | ------ |
| 2019/20                   | Jong FC Utrecht | Eerste divisie | 2          | 0          | 0      | 0      | 2      | 0      |
| 2020/21                   | Jong FC Utrecht | Eerste divisie | 21         | 1          | 0      | 0      | 21     | 1      |
| 2021/22                   | Jong FC Utrecht | Eerste divisie | 16         | 1          | 0      | 0      | 16     | 1      |
| 2022/23                   | Jong FC Utrecht | Eerste divisie | 13         | 0          | 0      | 0      | 13     | 0      |
| Carrièretotaal            | Carrièretotaal  | Carrièretotaal | 52         | 2          | 0      | 0      | 52     | 2      |
| Bijgewerkt op 26 mei 2024 |                 |                |            |            |        |        |        |        |

### Senioren
| Seizoen                    | Club            | Competitie      | Competitie | Competitie | Beker | Beker | Europees | Europees | Overig | Overig | Totaal | Totaal |
| Seizoen                    | Club            | Competitie      | Wed.       | Dlp.       | Wed.  | Dlp.  | Wed.     | Dlp.     | Wed.   | Dlp.   | Wed.   | Dlp.   |
| -------------------------- | --------------- | --------------- | ---------- | ---------- | ----- | ----- | -------- | -------- | ------ | ------ | ------ | ------ |
| 2020/21                    | FC Utrecht      | Eredivisie      | 0          | 0          | 0     | 0     | –        | –        | 0      | 0      | 0      | 0      |
| 2021/22                    | FC Utrecht      | Eredivisie      | 1          | 0          | 0     | 0     | –        | –        | 0      | 0      | 1      | 0      |
| 2022/23                    | FC Utrecht      | Eredivisie      | 13         | 0          | 1     | 0     | –        | –        | 1      | 0      | 15     | 0      |
| 2023/24                    | FC Dordrecht    | Eerste divisie  | 20         | 0          | 0     | 0     | –        | –        | 2      | 0      | 22     | 0      |
| 2024/25                    | Casa Pia AC     | Primeira Liga   | 21         | 1          | 4     | 0     | –        | 0        | 0      |        | 25     | 1      |
| Carrière totaal            | Carrière totaal | Carrière totaal | 55         | 0          | 5     | 0     | –        | –        | 3      | 0      | 63     | 1      |
| Bijgewerkt op 20 juli 2025 |                 |                 |            |            |       |       |          |          |        |        |        |        |

## Interlandcarrière
Kluivert werd in 2024 door Dick Advocaat (als bondscoach van Curaçao) benaderd. Kluivert sloeg op dat moment het aanbod af. Het Nederlands elftal zou nog altijd zijn doel zijn. Dit gezien Kluivert zichzelf ook nog te jong vond voor deze definitieve keuze en hij zag nog potentie in zijn spel om zich verder te ontwikkelen.

## Trivia
Kluivert werd genomineerd voor de titel Fashion Player of the Year 2021, georganiseerd door Life After Football. Uiteindelijk won Jurriën Timber de prijs ten koste van Ryan Babel, Noah Fadiga, Kik Pierie en dus Kluivert.